# Arp 331
Arp 331, Selon Halton Arp, est un ensemble de galaxies qui forment une chaine sur la sphère céleste et qui de ce fait a été inscrit à son atlas sous la cote Arp 331. Ces galaxies sont NGC 375, NGC 379, NGC 380, NGC 382, NGC 383, NGC 384, NGC 385, NGC 386, NGC 387 et NGC 388 . 

## Présentation
Comme le montre le tableau ci-dessous, les galaxies d'Arp 331 sont à des distances très différentes de nous et elles ne constituent donc pas un groupe de galaxies.

| Galaxie | Distance (Mal) |
| ------- | -------------- |
| NGC 375 | 262            |
| NGC 379 | 249            |
| NGC 380 | 198            |
| NGC 382 | 234            |
| NGC 383 | 228            |
| NGC 384 | 189            |
| NGC 385 | 222            |
| NGC 386 | 248            |
| NGC 387 | 210            |
| NGC 388 | 243            |